# MP41
Het MP41 machinepistool was ontworpen door Hugo Schmeisser, de zoon van Louis Schmeisser, die de MP18 (de eerst echte pistoolmitrailleur) had ontworpen. In 1941, toen de MP41 ontworpen werd, produceerde C.G. Haenel, waar Schmeisser hoofdontwerper was, MP40's voor het Duitse Heer (Wehrmacht). Het is goed mogelijk dat Schmeisser besloot dat er een nieuwe pistoolmitrailleur moest worden ontwikkeld die handiger was voor infanterie. Daarom combineerde hij de magazijnontvanger, het terugslag-systeem en het magazijn van de MP40 met de houten kolf en de vuurselector van de MP28. Er werden er 26.700 van geproduceerd, waarvan de meeste werden verkocht aan de SS, de SD en de Duitse politie. Maar tegen het einde van 1941 werd Haenel aangeklaagd door de wapenfabriek Erma vanwege inbreuk op het octrooi van de MP40, waarop Haenel werd gedwongen de productie te stoppen.